# David Hackl
David Hackl (ur. 7 lutego 1973 w Toronto) – kanadyjski reżyser i scenograf, najbardziej znany z wyreżyserowanej piątej części filmu Piła. Film ten był zarazem jego debiutem reżyserskim.

## Filmografia

### Scenografia
- 2008: Outlander
- 2008: Repo! The Genetic Opera
- 2007: Piła IV
- 2006: Zew krwi
- 2006: Piła III
- 2005: Piła II
- 2004: Odkupienie
- 2004: Morderca znad Green River
- 2002: Cyberkundel
- 2001: Klubowicze
- 1998: Jerry i Tom
- 2004: Tajna sieć
- 1997–2002: Lexx

### Reżyseria
- 2008: Piła V